# Charles Fernand Robert Popineau
Charles Fernand Robert Popineau (* 1. Juni 1925 im 12. Arrondissement von Paris; † 19. April 1991 in Garches) war ein französischer Grafiker und Illustrator. Er wurde international vor allem für seine Buchillustrationen bekannt.

## Berufsleben
Charles Popineau wurde 1925 in Paris geboren und studierte in den 1940er Jahren in den Ateliers von Maître Emmanuel Fougerat und dem Grafiker Paul Colin. Vor seiner Arbeit als Comiczeichner war er als Illustrator für Zeitschriften wie Paris Match und Elle tätig. Popineau war einer der Hauptzeichner der vertikalen Strips „Le Crime Ne Paie Pas“ und „Les Amours Célèbres“ von Paul Gordeaux, die von 1950 bis 1970 in der Tageszeitung France Soir erschienen. Diese „vertikalen“ Comics, die von Paul Gordeaux und später von Robert Mallat geschrieben wurden, erzählten die Geschichte berühmter Polizeirätsel oder Liebesgeschichten.
Popineau schuf auch horizontale Strips wie „Le Poignard Kirghiz“ (1953), „Ben-Hur“ (1961), „Papillon“ (1970) und „A Chacun son Mensonge“ (1971). Er produzierte auch Werbecomics, wie „Ecoutez ce Que dit Catherine“ für Butagaz im Jahr 1958. 1972 verließ er France Soir und konzentrierte sich auf Buchillustrationen für Verlage wie Éditions du Cerf, Éditions Albin Michel und Hachette Livre. Er starb 1991 in Garches, Hauts-de-Seine.

## Nachweise
1. ↑  L'Institut national de la statistique et des études économiques (INSEE) à Montrouge (France): L'état civil des décès Fichier des personnes décédées, Montrouge, Ref.-Nr. 92.
2. ↑  Lambiek: Charles Popineau (1 June 1925 - 19 April 1991, France)  .

| Personendaten    | Personendaten                    |
| ---------------- | -------------------------------- |
| NAME             | Popineau, Charles Fernand Robert |
| ALTERNATIVNAMEN  | Popineau, Charles                |
| KURZBESCHREIBUNG | französischer Illustrator        |
| GEBURTSDATUM     | 1. Juni 1925                     |
| GEBURTSORT       | Paris, 12. Arrondissement        |
| STERBEDATUM      | 19. April 1991                   |
| STERBEORT        | Garches                          |